# ささきうずまき
ささき うずまき（1978年3月16日 - ）は京都府出身のAV監督。ROCKETを立ち上げ、ROCKETに所属していた。京都府出身。

## 人物・来歴
2001年11月、V&Rプランニング入社。
2003年7月、「M男でもない、変態でもない、受け男（お）監督」のキャッチフレーズで、テンプルすわ以来V&R3年ぶりの社内監督としてデビューした。
本人は否定しているが「わがままなM」という異名を持ち、V&Rプランニング時代はM性をいかしたアナーキーな作品作りが多かった。
V&Rプロダクツ発足後は、社風に伴い一転して明るいポップな作品作りでブレイク。現在では、AVユーザーの妄想を実現したバラエティーAVを得意としている。
2005年に監督作品「時間よとまれ!」シリーズ（V&Rプロダクツ）がスタート。類似作品を多数生み出し、時間停止AVがブームとなった。2005年度SOD大賞最優秀新人監督賞を受賞。
2006年第1回AV OPENチャレンジステージでは『こちら!東京24区 痴女区の区役所の痴女○○課』でエントリー、3位入賞を果たした。
2007年にV&Rプロダクツを退社。同年V&Rプロダクツをやめた他の監督等と共にROCKETを立ち上げ、2008年1月に同社より初のアダルトビデオをリリースした。同社より、2013年まで新作をリリース。
2014年から、メーカー「ケイ・エム・プロデュース」(「S級素人」を含む)より作品をだしていた。
2023年7月、AVメーカー「まるかぁの」が立ち上がり、ささきうずまき監督のAV作品を作っている。2024年3月より、妄想族グループに加盟し、表記を「まるかあの」に改めている。「世の受け身男性が悦ぶＭ性癖な世界観」＆「時間停止などの願望世界」をつくる企画メーカーとしている。

## 作品
代表作：『もしもこんな○○があったら…』シリーズ、『時間よとまれ!』シリーズなど。
- 『綺麗なお姉さんの痴姦癖 受け身なボクをイジめてイカして』（V&R、2003年7月24日）◆監督デビュー作
- 『それゆけ!GOGOタイガース』（V&R、2003年10月27日）
- 『おとなの宴会 乱交!ピンクコンパニオン 〜王様ゲーム・野球拳付き（コスプレ無料）〜』（V&R、2004年9月23日）
- 『綺麗なお姉さんの筆おろし』（2007年7月19日、V&Rプロダクツ）
- 『知らなきゃ絶対損をする!これが噂の「男の潮吹き」』（ROCKET）
- 『ちびっ娘たちがアクメ遊具でイクッ!! 電マジャングルジム』(2011年9月22日、ROCKET)
- 『チ○ポ、マ○コが女性の日常用語 淫語しか言わない世界 特別版 淫語クリニック』(2013年4月25日)
- 『清楚でマジメな優等生！黒髪ロリ女子校生たちのエッチな猛反撃！』(2014年5月23日、ケイ・エム・プロデュース)
- 『「中に出して…夫と子供には内緒」自宅で愚痴聞き屋に中出しセックスをせがむ美人人妻たち 3』(2014年12月12日、S級素人)
- 『「中に出して…夫と子供には内緒」自宅で愚痴聞き屋に中出しセックスをせがむ美人人妻たち19』(2017年5月17日、S級素人)
- 『佐倉絆 SUPER PREMIUM BEST 33タイトル300分』(2021年11月20日、ケイ・エム・プロデュース) ※撮りおろしあり。
- 『マンション隣人はAV女優八乃つばさ セックスのプロに完璧に堕トサレタ既婚者のボク=人生終了。』(2023年7月24日、まるかぁの)
- 『時間よ止まれ 時間停止の世界 被害者は女子社員2名 姫咲はな 末広純』(2024年10月、まるかあの/妄想族)